# Anoushka Shankar
Anoushka Shankar (hindiül: अनुष्का शंकर), London, 1981. június 9.) zenész, zeneszerző és szitár-művész.

## Gyermekkora és tanulmányai
Shankar Londonban született bengáli és tamil gyökerekkel rendelkező hindu családba. Apja kora egyik legismertebb indiai zenésze, a szintén szitáros Ravi Shankar, édesanyja Sukanya Rajan banki alkalmazott volt. Hétéves koráig édesanyja nevelte Londonban, szülei csak ezt követően házasodtak össze. Apja révén féltestvére a Grammy-díjas Norah Jones, akivel azonban egészen 16 éves koráig nem találkozott. Gyermekkorát Indiában és az Egyesült Királyságban töltötte. Tizenévesen a kaliforniai San Dieguito Academy hallgatója volt. Az iskola elvégzése után, 1999-ben úgy döntött, hogy további tanulmányok helyett zenei karrierbe kezd.

## Zenei pályafutás
Szitár tanulmányait édesapjánál kezdte még gyermekként. Első nyilvános fellépésére tizenhárom évesen került sor, első lemezszerződését pedig tizenhat éves korában írta alá az EMI-jal. Egészen apja 2012-ben bekövetkezett haláláig rendszeresen felléptek együtt.
Első albuma Anoushka címen jelent meg 1998-ban. Ő volt az első női előadó, aki fellépett a kalkuttai Ramakrishna Centre-ben 2000 februárjában. 2003-ban, amikor féltestvére Norah Jones egyszerre hat Grammy-díjat kapott, Anoushkát is jelölték világzene kategóriában Live at Carnegie Hall című koncertalbumával.
2007 augusztusában az indiai-amerikai zeneszerző-zenésszel, Karsh Kale-lel közösen adta ki Breathing Under Water című albumát, amely klasszikus indiai szitár, illetve elektronikus zenei motívumokra épül. Az albumon olyan vendégelőadók működtek közre, mint Norah Jones, a lányával szitár duót előadó Ravi Shankar, és Sting.
2011-ben megjelent Traveller című albumával, 2013-ban ismét Grammy-díjra jelölték világzene kategóriában. A díjat az alig pár hónappal korábban elhunyt és ugyanebben a kategóriában jelölt édesapja kapta meg posztumusz. Ravi Shankar nevében Anoushka vette át az elismerést.

### Jótékonysági koncertek
2002. november 29-én fellépett a Royal Albert Hall-ban rendezett Concert for George-on, amelyet az egy évvel korábban elhunyt Beatles-tag George Harrison tiszteletére rendeztek neves előadók részvételével.
A 2008. november 26-ai mumbai terrortámadás miatt kénytelen volt elhalasztani egy a városba tervezett jótékonysági koncertet, amit a Jethro Tull-al közösen szerveztek. A koncertet december 5-én tartották meg A Billion Hands Concert néven és célja a terrortámadás áldozatainak megsegítése lett.

## Közéleti tevékenység
Több társadalmi cél érdekében is felszólalt, illetve tevékenykedik. Magát feministának vallja, részt vesz a fiatal lányokat és nőket érő szexuális bántalmazás és elnyomás ellen küzdő mozgalom munkájában. A mozgalomhoz tizenéves korában, az Egyesült Államokban, San Diegóban csatlakozott. 2013-ban a világszerte nagy figyelmet kiváltó indiai szexuális bűncselekmények kapcsán nyilvánosan is felvállalta, hogy gyermekkorában ő is szexuális bántalmazás áldozata volt egy családjához közel álló személy részéről.
Shankar vegetáriánus és az állati jogok illetve az ezekért küzdő szervezet a PETA elkötelezett támogatója. Szintén támogatja az ENSZ Világélelmezési Program erőfeszítéseit Indiában.

## Diszkográfia
- Anoushka (1998)
- Anourag (2000)
- Rise (2005)
- Breathing Under Water (2007)
- Traveller (2011)
- Traces of you (2013)
- Home (2015)
- Land of Gold (2016)
- Love Letters (2020)

## Fordítás
Ez a szócikk részben vagy egészben  az   Anoushka Shankar című angol Wikipédia-szócikk ezen változatának fordításán alapul.  Az eredeti cikk szerkesztőit annak laptörténete sorolja fel. Ez a jelzés csupán a megfogalmazás eredetét és a szerzői jogokat jelzi, nem szolgál a cikkben szereplő információk forrásmegjelöléseként.